# Patton (film)
Patton – amerykański biograficzny dramat wojenny z 1970 w reżyserii Franklina J. Schaffnera, portretujący postać generała George’a Pattona. W filmie występują m.in. George C. Scott jako generał Patton, Karl Malden jako generał Omar Bradley i Michael Bates.

## Opis

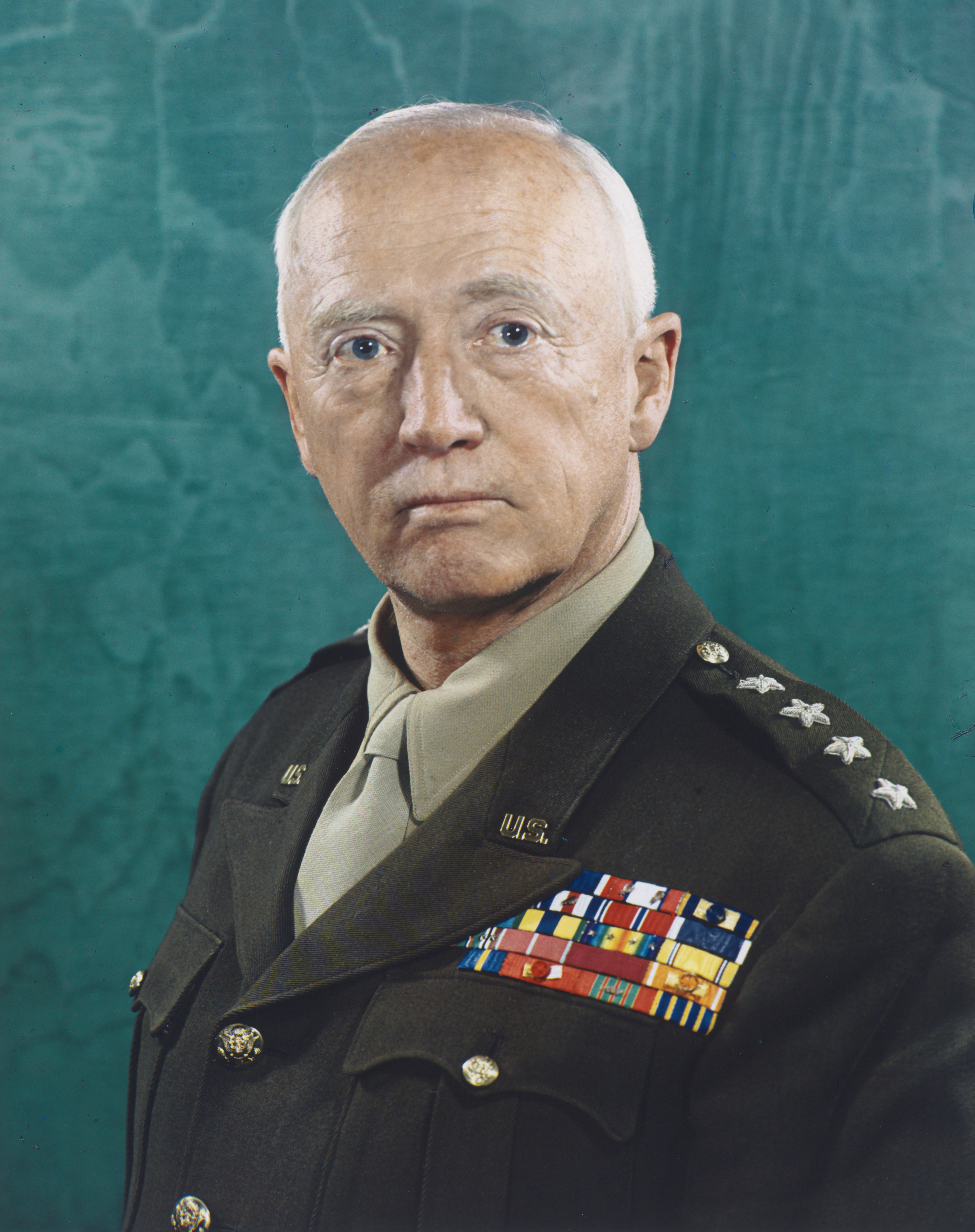
Gen. George Patton

Film o życiu generał Pattona planowano nakręcić już w 1958 roku, a filmowcy zwrócili się do rodziny generała z prośbą m.in. o dostęp do jego prywatnej korespondencji oraz o udzielenie serii wywiadów na temat samego Pattona. Jednak pracownicy studia filmowego zjawili się w rezydencji Pattonów zaledwie dzień po pogrzebie wdowy po Pattonie – Beatrice Ayer Patton, dodatkowo w trakcie rozmów wyszły na jaw różnice, w jaki sposób reżyser chciał pokazać postać Pattona, a jak życzyła sobie tego jego rodzina. Wszystko to spowodowało, że Pattonowie odmówili jakiejkolwiek pomocy przy powstaniu filmu. Z tego powodu scenarzyści: Francis Ford Coppola i Edmund H. North oparli się na dwóch źródłach książkowych – biografii generała pt. Patton: Ordeal and Triumph autorstwa Ladislasa Farago oraz autobiografii gen. Omara Bradleya Żołnierska epopeja; sam Bradley był także konsultantem w czasie powstawania filmu.
To właśnie głównie dzięki wpływowi Bradleya na twórców sposób, w jaki został przedstawiony Patton w filmie, jest kontrowersyjny. Bradley w czasie wojny, szczególnie pod jej koniec, był bardzo krytyczny wobec działań Pattona jak i oceny jego zasług. Postać Pattona została przedstawiona w sposób niemal karykaturalny, zdecydowano się pokazać niektóre ciekawostki i anegdoty z życia generała, nie starając się jednak wyjaśnić powodów jego zachowań ani jego skomplikowanej osobowości.

## Odbiór
Film okazał się wielkim sukcesem kasowym i w znacznym mierze przyczynił się do rozszerzenia legendy Pattona jako niezwykłego i groźnego wojownika. Pierwsza ze scen filmu, w której Patton wygłasza jedno ze swoich słynnych przemówień na tle dużej flagi USA jest jednym z najbardziej ikonicznych obrazów kina amerykańskiego.
Rola Pattona przyniosła Scottowi Oscara za najlepszą rolę męską i według wielu krytyków była to jedna z najlepszych kreacji aktorskich w historii kina. W 1986 roku Scott ponownie wcielił się w postać Pattona, tym razem w filmie telewizyjnym Ostatnie dni Pattona pokazującym ostatnie tygodnie w życiu generała przed jego wypadkiem samochodowym.
Patton zdobył jeszcze sześć innych Oscarów: za kierownictwo artystyczne, reżyserię, montaż, dźwięk, oryginalny scenariusz oraz jako najlepszy film. Dodatkowo nominowany był w kategoriach: zdjęcia, efekty specjalne i muzyka filmowa. George C. Scott odmówił jednak przyjęcia Oscara i nie był obecny w czasie samej ceremonii nazywając ją dosadnie „paradą mięcha” (meat parade).
Oliver Stone uważa, że film Patton miał bezpośredni wpływ na przebieg wojny wietnamskiej. Według niego ówczesny prezydent Stanów Zjednoczonych Richard Nixon po obejrzeniu tego filmu wydał rozkaz rozpoczęcia interwencji w Kambodży, która była postrzegana przez część społeczeństwa jako eskalacja wojny. Stone pragnął nawet umieścić fragment Pattona w jego filmie biograficznym o Nixonie, ale nie otrzymał na to pozwolenia George’a Scotta.
W 2003 roku Biblioteka Kongresu Stanów Zjednoczonych wpisała film Patton na National Film Registry, listę filmów, które uznano za ważne i mające duży wpływ na kulturę Stanów Zjednoczonych.

## Błędy historyczne
W czasie wojny bezpośrednim przełożonym Pattona był generał Dwight Eisenhower, naczelny dowódca alianckich wojsk ekspedycyjnych w Europie, nie pojawia się on jednak na ekranie ani razu, nawet w scenach, w których historycznie powinien on być obecny. Był to drugi i ostatni film nakręcony z użyciem techniki Dimension-150 dającej stupięćdziesięciostopniowy widok. Czołgi używane w filmie przez Niemców to lekko przerobione, powstałe już po zakończeniu II wojny światowej amerykańskie M48 Patton, nazwane na cześć generała.

## Produkcja

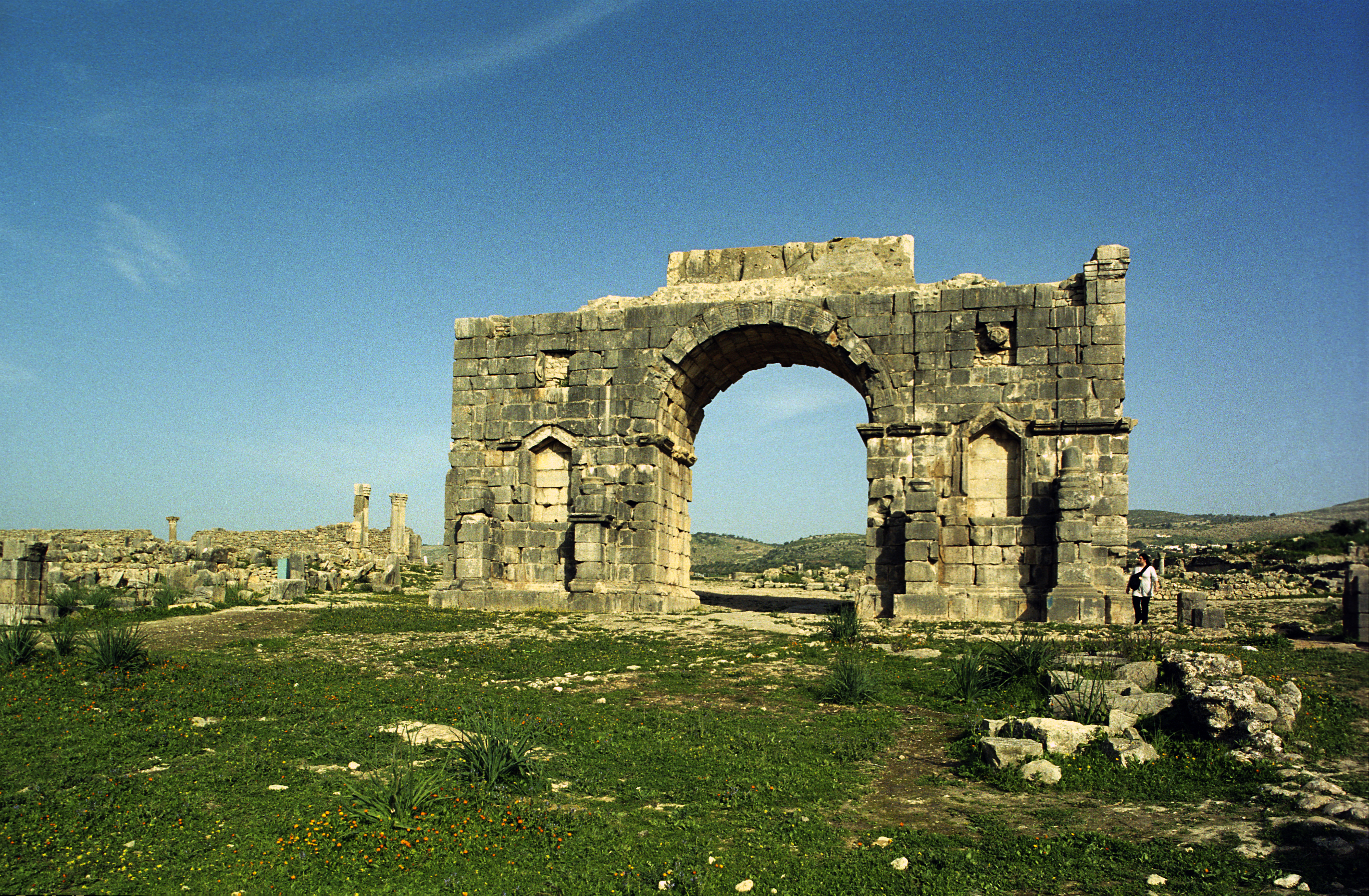
Łuk triumfalny w Volubilis w Maroku – jeden z plenerów

Zdjęcia do filmu kręcono w 71 lokacjach położonych w sześciu krajach (USA, Wielka Brytania, Hiszpania, Maroko, Grecja i Włochy). Do hiszpańskich lokacji należały m.in. przylądek Cabo de Gata (Andaluzja), twierdza Alcazaba (miasto Almería), Pałac Królewski w Madrycie oraz pałac Riofrío w San Ildefonso (Kastylia i León). Zdjęcia w USA kręcono m.in. w Bob Hope Patriotic Hall w Los Angeles, w Wielkiej Brytanii – w Peover Hall w hrabstwie Cheshire, a w Maroku – w starożytnych ruinach Volubilis, w Casablance i Rabacie. Włoską część zdjęć zrealizowano na Sycylii, a grecką na Krecie.

## Obsada
Źródło:
- George C. Scott – gen. George S. Patton Jr.
- Karl Malden – gen. Omar N. Bradley
- Edward Binns – mjr Generał Walter Bedell Smith
- Lawrence Dobkin – płk Gaston Bell
- John Doucette – mjr Generał Lucian K. Truscott
- James Edwards – sierż. William G. Meeks

i inni.